# Thai-Rak-Thai-Partei
Die Thai-Rak-Thai-Partei (พรรคไทยรักไทย, Phak Thai Rak Thai, abgekürzt: TRT, übersetzt: „Thais lieben Thais“ oder „Thailänder lieben Thailand“) war eine politische Partei in Thailand. Sie wurde 1998 von Thaksin Shinawatra, einem der reichsten Männer Thailands, gegründet. Mit einem stark populistisch geprägten Programm gewann sie 2001 die Wahlen. 2005 wurde sie mit Zwei-Drittel-Mehrheit wiedergewählt. Sie stellte die Regierung bis zum Militärputsch im September 2006. 2007 wurde sie vom Verfassungstribunal wegen Wahlrechtsverstößen aufgelöst.

## Geschichte

### Gründung
Die Thai-Rak-Thai-Partei wurde am 14. Juli 1998 von dem Telekommunikationsunternehmer Thaksin Shinawatra sowie 22 anderen Mitgliedern gegründet. Fünf von ihnen waren, wie Thaksin, ehemalige Politiker der Palang-Dharma-Partei. Zwei waren prominente Bauunternehmer, die übrigen waren vor allem Akademiker, Geschäftsleute und Beamte. Die Gründung erfolgte auf dem Höhepunkt der asiatischen Finanz- und Wirtschaftskrise, die Thailand schwer getroffen hatte. Ein Jahr zuvor war eine neue Verfassung in Kraft getreten, die aufgrund ihrer überwiegend liberalen Charakteristika und der intensiven Beteiligung der Öffentlichkeit an ihrer Ausarbeitung die „Verfassung des Volkes“ genannt wurde. Wichtigstes Ziel der neuen Partei war, die Krise zu überwinden, die Wirtschaft wieder in Gang zu bringen und in Zeiten der Globalisierung und des internationalen Kapitals Thailands Wettbewerbsfähigkeit zu sichern.
Ihr Name war wahrscheinlich von dem Motto ไทยช่วยไทย Thai chuai Thai („Thais helfen Thais“) inspiriert, das der Name einer während der Krise gegründeten Kampagne zur Selbsthilfe und eines damals populären Radiosenders war. Er hatte eine eindeutig nationalistische Konnotation. Die damalige Regierung, die von der Demokratischen Partei und Chuan Leekpai geführt wurde, setzte kompromisslos die Vorgaben des Internationalen Währungsfonds (IWF) um, was von vielen als Aufgabe nationaler Souveränität empfunden wurde. Thaksin und seine TRT versprachen dagegen eine nationale Herangehensweise, um eigenständige Lösungen für das Land zu finden. Thaksin umgab sich mit einem großen Beraterstab und versprach, mit Hinweis auf seine Erfahrung als erfolgreicher Unternehmer, neue, professionelle Konzepte und Lösungen. Das Motto der Partei war: „Neu denken, neu handeln, für alle Thais.“ Es verband das Versprechen von Wandel mit einer inklusiven Form des Nationalismus.
Sowohl das politische Programm als auch die Wahlstrategie der Partei wurden maßgeblich von Somkid Jatusripitak mitgeprägt, einem Marketingprofessor (der als Schüler von Philip Kotler in den USA studiert und mit ihm zusammen The Marketing of Nations verfasst hatte) und Anhänger des „Nation Branding“. Er vertrat die Ansicht, dass Thailand sich nicht den Diktaten der angelsächsischen Wirtschaftswelt beugen sollte und dass ein unregulierter Markt nicht gut für Thailands globale Wettbewerbsfähigkeit sei. Somkid gilt als einer der Hauptarchitekten des Wahlerfolgs der TRT. Er entwickelte das wirtschaftspolitische Programm der Partei, das später als Thaksinomics bekannt wurde. In seinem Zentrum stand die Wiederaufrichtung der thailändischen Wirtschaft durch Förderung kleiner und mittlerer Unternehmen, insbesondere im ländlichen Raum.
Somkid hatte sich mit politischem Marketing beschäftigt und ließ mit Methoden der Marktforschung untersuchen, welche Bedürfnisse ländliche Wähler hatten und welche Themen sie besonders ansprachen. Als Ergebnis dieser Befragungen nahm die Partei das Programm, das bei einer Selbstbeteiligung von 30 Baht (unter 1 US-Dollar) pro Arztbesuch allgemeinen Zugang zur Gesundheitsversorgung schaffen sollte, ein Schuldenmoratorium für Bauern und die Dorfentwicklungsfonds, die jedem der 70.000 Muban (Dörfer) eine Million Baht (ca. 25.000 US-Dollar) an Kleinstkrediten zur Verfügung stellten, in ihr Wahlprogramm auf. Nie zuvor hatte eine Partei ein so umfangreiches, konkretes und leicht verständliches Programm aufgestellt, um an die Wünsche und Bedürfnisse der Landbevölkerung zu appellieren.

### Wahlsieg 2001
Bei der Parlamentswahl im Januar 2001 gewann die TRT 248 von 500 Sitzen im Parlament. Das war angesichts des zuvor zersplitterten thailändischen Parteiensystems, in dem nie eine Partei allein eine klare Mehrheit gewonnen hatte, ein Erdrutschsieg. Die Partei war mit dem Versprechen, die Armut auf dem Land, den Drogenhandel und die Korruption zu bekämpfen und das Gesundheits- und Bildungssystem zu verbessern, angetreten. Thaksin, der unter anderem mit der Aussage, dass er reich genug sei, um nicht korrupt zu sein, in den Wahlkampf gezogen war, wurde Premierminister. Unmittelbar nach der Wahl schloss sich die kleine Seritham-Partei der TRT an. Dadurch hatte sie als erste Partei seit 1957 eine absolute Mehrheit im Parlament. Kurze Zeit später schlossen sich die bedeutenderen Parteien Neue Hoffnung und Chart Pattana („Nationale Entwicklung“) an. TRT wurde die dominierende Kraft in der thailändischen Politik. Die Regierung Thaksin hatte so eine viel größere Handlungsfähigkeit als ihre Vorgängerinnen, die oftmals aus instabilen Viel-Parteien-Koalitionen bestanden. Die Opposition – allen voran die Demokratische Partei unter Chuan Leekpai – war nachhaltig geschwächt und wusste der Popularität der TRT keine attraktiven Alternativen entgegenzusetzen. Thailand entwickelte sich so zu einem System mit einer dominanten Partei, vergleichbar mit Malaysia oder Singapur. Dies war auch Thaksins selbsterklärtes Vorbild.

### Erste Amtszeit
Die Regierung Thaksin begann rasch mit der Umsetzung ihrer konkreten Kernversprechen. Das 30-Baht-Programm für Gesundheitsversorgung, die Dorffonds, die Kredite für kleine und mittlere Unternehmen und das Schuldenmoratorium wurden noch im ersten Jahr von Thaksins Amtszeit auf den Weg gebracht. Dies war ungewöhnlich, da bis dahin Parteiprogramme nicht ernst genommen wurden. Die Regierung der Thai-Rak-Thai-Partei nutzte dagegen ihre Regierungsverantwortung, um ihr Programm Punkt für Punkt umzusetzen und messbare Erfolge vorzuweisen.
Im Kampf gegen Drogen töteten Paramilitärs, auf Geheiß oder zumindest ohne Gegenmaßnahmen der Regierung, mehrere hundert Menschen, die im weitesten Sinne mit Drogen zu tun hatten. Die Polizei wurde angewiesen, gegen die Morde nicht zu ermitteln.
Gleich zu Anfang der Regierungszeit überstand Thaksin auch einen Gerichtsprozess wegen Korruption nur äußerst knapp.
Bereits im Jahr 2002 waren durch das 30-Baht-Programm 45,3 Millionen Menschen krankenversichert. Zuvor hatte es auch schon staatliche Krankenversicherungsprogramme gegeben, diese hatten aber nur 34 Millionen Thailänder erreicht. Nun hatten 92,5 Prozent der Bevölkerung Zugang zur Gesundheitsversorgung. Wirtschaftswissenschaftler, städtische Ärzte und etablierte Medien hatten das Programm zunächst als populistisch kritisiert; es sei nicht nachhaltig finanziert und werde zu einer Überlastung des Gesundheitssystems führen. Das Programm war jedoch nicht so kostspielig, wie von seinen Kritikern befürchtet. Obwohl die Selbstbeteiligung von 30 Baht pro Behandlung eher symbolisch war – sie deckte gerade einmal 2 Prozent der Kosten –, stiegen die öffentlichen Gesundheitsausgaben nur von 66,25 Milliarden (2000/01) auf 72,78 Milliarden Baht (2001/02). In ihrem ersten Jahr kostete die Reform umgerechnet nicht mehr als 175 Millionen US-Dollar. Das Programm erwies sich als so erfolgreich, dass es auch die Militärjunta, die Thaksin 2006 stürzte, beibehielt und sogar die Selbstbeteiligung von 30 Baht als unnötigen Verwaltungsaufwand abschaffte. Auch die Demokratische Partei, die 2008 wieder die Regierung übernahm, behielt es bei, und selbst die bekanntermaßen Thaksin-kritische Zeitung The Nation erkannte seinen Wert an.
Im Konflikt in Südthailand, wo islamistische Rebellen den Anschluss an Malaysia mit Gewalt durchzusetzen versuchten, rief die TRT-Regierung den Notstand aus und entsandte Soldaten. Mehrere Menschenrechtsverletzungen wurden dokumentiert.
Bis Dezember 2004 hatten die Dorffonds Mikrokredite an 13 Millionen Thailänder ausgezahlt. Ihre Summe belief sich auf 224 Milliarden Baht. In den meisten Fällen hatten sie eine kurze Laufzeit (maximal ein Jahr) und wurden für den landwirtschaftlichen Betrieb aufgewendet. In einigen Fällen wurden sie aber auch verwendet, um sich teure Verbrauchsgüter zu leisten. Manchmal konnten die Kreditnehmer den Betrag nicht fristgerecht zurückzahlen und mussten sich das Geld zu einem überhöhten Zinssatz von „Kredithaien“ leihen, um dem Rückzahlungsanspruch des Staats nachzukommen.

### Zweite Amtszeit
Im Februar 2005 gewann die TRT-Partei mit 60,7 % eine noch größere Mehrheit als 2001. Sie konnte nahezu vier Fünftel der Parlamentssitze kontrollieren.
Nach den massiven Protesten im Frühjahr 2006 in den größeren Städten Thailands gegen Thaksin (und die TRT) und den danach angesetzten Neuwahlen konnte die TRT 100 % der Sitze für sich gewinnen, da alle bedeutenden Oppositionsparteien die Wahl boykottierten. Allerdings wählten noch immer mehr als 50 % der Wahlberechtigten die TRT-Partei, die insbesondere in den ärmeren ländlichen Regionen Nordthailands äußerst beliebt ist. Die Wahl wurde schließlich vor Gericht wegen grober Mängel für ungültig erklärt, und Neuwahlen wurden für den Oktober 2006 angesetzt. Zu diesen kam es jedoch nicht, da Militär und Polizei am 19. September 2006 mit dem Segen des thailändischen Königs und der Unterstützung der gegen Thaksin eingestellten Bevölkerungsteile (vor allem die gehobene Mittelschicht und die Oberschicht) in einem unblutigen Putsch die Thaksin-Regierung entmachteten sowie die Verfassung von 1997 außer Kraft setzten.
Der Gründer und Vorsitzende der Partei Thaksin Shinawatra erklärte am 2. Oktober 2006 seinen Rücktritt als Parteivorsitzender.

### Auflösung und Nachfolge
Am 30. Mai 2007 verfügte das thailändische Verfassungstribunal die Auflösung der Partei und den Ausschluss von Parteigründer Thaksin und 111 weiterer Parteimitglieder vom politischen Leben für die Dauer von fünf Jahren.
Als Nachfolgepartei galt die Partei der Volksmacht (Phak Phalang Prachachon), welche Anfang Dezember 2008 durch das Verfassungsgericht ebenfalls wegen Wahlbetruges verboten wurde. Deren Nachfolgerin wiederum ist die Pheu-Thai-Partei, die von 2011 bis zum Militärputsch im Mai 2014 mit Thaksins Schwester Yingluck Shinawatra als Premierministerin wieder regierte.

## Korruptionsvorwürfe
Kritiker und Nichtregierungsorganisationen warfen und werfen Thaksin und seiner TRT-Partei Vorteilnahme vor.

### Einkaufen von Kandidaten
Mehrfach wurden (wie in Thailand durchaus nicht unüblich) Kandidaten anderer Parteien gegen ein Geldgeschenk in die eigene Partei geholt. Bei den (annullierten) Wahlen im April 2006 wurden teilweise Kandidaten anderer Parteien (von denen viele die Wahl aus Protest boykottierten) gekauft, damit sie gegen die TRT, welche in vielen Regionen als einzige Partei antrat, aufgestellt werden konnten, um so die Hürde, dass bei Einzelkandidaten mindestens 20 % der Wähler mit Ja stimmen müssen, auszuhebeln.

### Einkaufen von Demonstranten und Wählern
Während Demonstrationen und zu Wahlen kamen häufig Gerüchte über gekaufte Demonstranten und Wähler auf. Nachgewiesen wurde zum Beispiel, dass viele Pro-Thaksin-Demonstranten im Frühjahr 2006 aus den nördlichen Regionen mit von der TRT gecharterten Bussen inklusive Kost und eines Taschengelds von umgerechnet etwa 10–20 Euro nach Bangkok gebracht wurden, um den Großdemonstrationen der Thaksin-Gegner etwas entgegenzusetzen.
Die gleichen Vorwürfe wurden auch gegen die Gegner Thaksins erhoben.

### Aufhebung der Gewaltenteilung
Thaksin besetzte Gerichte und mehrere öffentliche, offiziell unabhängige Kommissionen, insbesondere die Wahlkommission und die Antikorruptions-Kommission, mit ihm nahestehenden Personen. Die Wahlkommission wurde sogar vom höchsten Gericht Thailands aufgefordert zurückzutreten, nachdem sie die Wahlen 2006 verfassungswidrig organisiert hatte (u. a. waren die Wahlkabinen öffentlich einsehbar aufgestellt).

### Missbrauch des Staatsfernsehens
Insbesondere vor den Wahlen benutzte die TRT-Partei das Staatsfernsehen, um in „Regierungserklärungen“ die Verbesserungen in Thailand zu propagieren.

### Unterdrückung der Presse
Kurz vor den Wahlen 2005 kaufte Thaksin das bis dahin durch kritische Berichte und Dokumentationen bekannte ITV (Independent TV) auf und entließ einige kritische Mitarbeiter. Diese konnten sich allerdings erfolgreich zurückklagen, aber auf ITV werden seitdem nur noch Lakhon (Seifenopern) und politisch gefärbte Nachrichten gesendet.
2005 verbot die TRT-Regierung mehrere Radiostationen aus Bangkok, weil diese angeblich den Flughafenverkehr störten. Kritiker behaupteten, dass die TRT damit die häufig kritischen lokalen Radiostationen mundtot machen wollte.
Thaksin versuchte, gegen politische Gegner in den Medien, insbesondere in der Bangkok Post, zunächst mit Beleidigungsklagen und dann mit einem gescheiterten Übernahmeversuch vorzugehen, auch Anzeigen wegen Majestätsbeleidigung wurden von der TRT häufig gegen Gegner gestellt.

## Internationaler Vergleich
In der Fachliteratur wird die TRT gelegentlich mit der italienischen Partei Forza Italia (FI) von Silvio Berlusconi verglichen. Es besteht eine Reihe von Parallelen: Thaksin wie Berlusconi waren vor ihrer politischen Karriere bedeutende Unternehmer (und blieben es auch währenddessen); FI wie TRT trugen betriebswirtschaftliche Prinzipien wie Marketing, Vertriebs- und Produktorientierung in die Parteipolitik; Berlusconi und Thaksin verstanden Politik als Geschäft, werden als „Politikunternehmer“ oder „Politikverkäufer“ beschrieben; beide Parteien können als Ausdehnung des Konzerns des jeweiligen Gründers auf den „politischen Markt“ verstanden werden. Beide Parteiführer hatten die Position eines „Über-Patrons“ in einem klientelistischen System. Sowohl FI als auch TRT gewannen gleich bei ihrer ersten Wahl einen Erdrutschsieg.

## Ehemalige Mitglieder
- Chai Chidchob, 2008–11 Sprecher des Repräsentantenhauses
- Jatuporn Prompan, seit 2007 einer der Anführer der „Rothemden“
- Kantathi Suphamongkhon, 2005–06 Außenminister
- Nattawut Saikua, seit 2007 einer der Anführer der „Rothemden“
- Newin Chidchob, 2005–06 Minister im Amt des Ministerpräsidenten, seit 2008 De-facto-Chef der Bhumjaithai-Partei, seit 2009 Präsident von Buriram United
- Somkid Jatusripitak, 2001–04 und 2005–06 stellvertretender Ministerpräsident, Finanzminister
- Sudarat Keyuraphan, 2005–06 Landwirtschaftsministerin, 2001–05 Gesundheitsministerin
- Surakiart Sathirathai, 2005–06 stellvertretender Ministerpräsident, 1995–96 und 2002–05 Finanzminister
- Suchart Chaovisith, 2003–04 Finanzminister
- General Thammarak Isaragura na Ayuthaya, 2004 stellvertretender Ministerpräsident, 2002–04 Innenminister
- Veera Musikapong, seit 2007 einer der Anführer der „Rothemden“